# Hörgársveit
Hörgársveit (kiejtése: ˈhœrkˌaurˌsveiːt) önkormányzat Izland Északkeleti régiójában, amely 2010. március 20-án jött létre Arnarneshreppur és Hörgárbyggð egyesülésével (Hörgárbyggð 2001. január 1-jén jött létre Glæsibæjarhreppur, Öxnadalshreppur és Skriðuhreppur összevonásával).
Hörgárbyggð tanácsa 2002-ben az önkormányzatot nukleáris fegyverektől mentes területté nyilvánította, és a világ összes nukleáris töltetének leszerelését sürgette.

## Nevezetes személy
- Jónas Hallgrímsson, író, költő[4]

## Fordítás
- Ez a szócikk részben vagy egészben  a   Hörgársveit című izlandi Wikipédia-szócikk ezen változatának fordításán alapul.  Az eredeti cikk szerkesztőit annak laptörténete sorolja fel. Ez a jelzés csupán a megfogalmazás eredetét és a szerzői jogokat jelzi, nem szolgál a cikkben szereplő információk forrásmegjelöléseként.